# Ватин (Волынская область)
Ватин (укр. Ватин) — село в Гороховской городской общине Луцкого района Волынской области Украины.
До 2020 года входило в Гороховский район.
Код КОАТУУ — 0720881001. Население по переписи 2001 года составляет 325 человек. Почтовый индекс — 45710. Телефонный код — 3379. Занимает площадь 7,5 км².